# Isotta Fraschini
Isotta Fraschini est un constructeur automobile italien historique, reconnu pour ses productions de luxe, parmi les plus prestigieuses du monde.
La Società Milanese Automobili Isotta Fraschini & C. a été créée à Milan le 27 janvier 1900 par Cesare Isotta et les frères Vincenzo, Oreste et Antonio Fraschini. La production automobile prit fin en 1949, celle des poids lourds en 1955. La production de moteurs industriels se poursuit, encore de nos jours, avec la société Isotta Fraschini Motori.

## Histoire

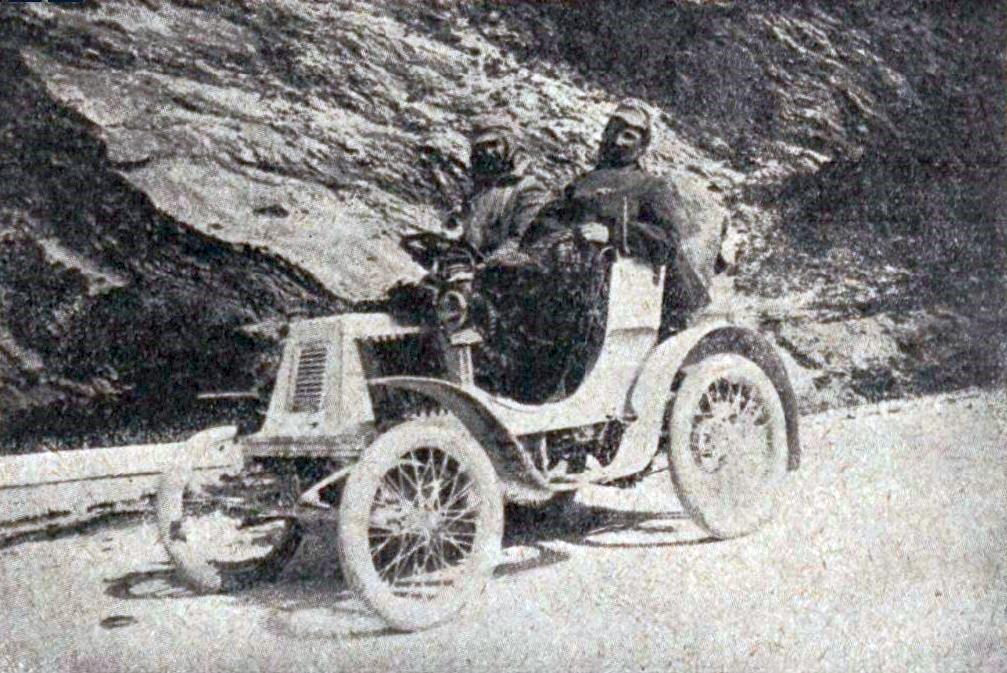
Vincenzo Fraschini sur Renault/Isotta-Fraschini 12 hp ici dans l'Apennin en août 1901 pour la course Piombino-Grosseto.

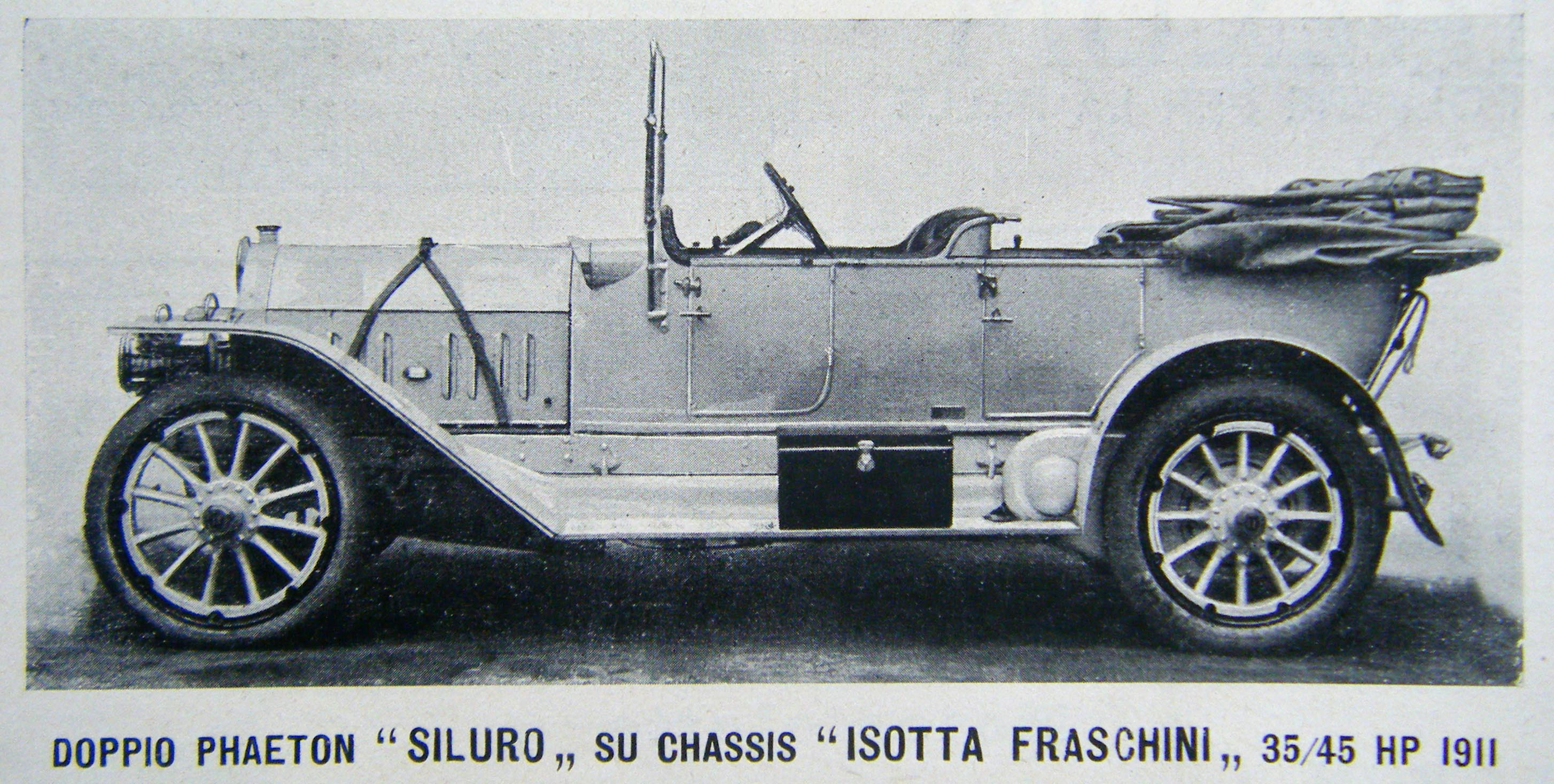
Isotta Fraschini Torpedo 35/45 HP mod.1911 avec transmission à chaîne

De 1900 à 1901, la Società Milanese d'Automobili Isotta Fraschini & C. est essentiellement importatrice de véhicules Renault. Les premières automobiles produites par le constructeur milanais remontent à 1902. La première disposait d'un moteur Aster de 699 cm3, la seconde d'un moteur à deux cylindres de 2 251 cm3 et enfin une troisième avec un moteur De Dion-Bouton de 785 cm3. En 1903, l'entreprise produit une nouvelle voiture équipée d'un moteur de sa propre conception d'une puissance de 24 ch.

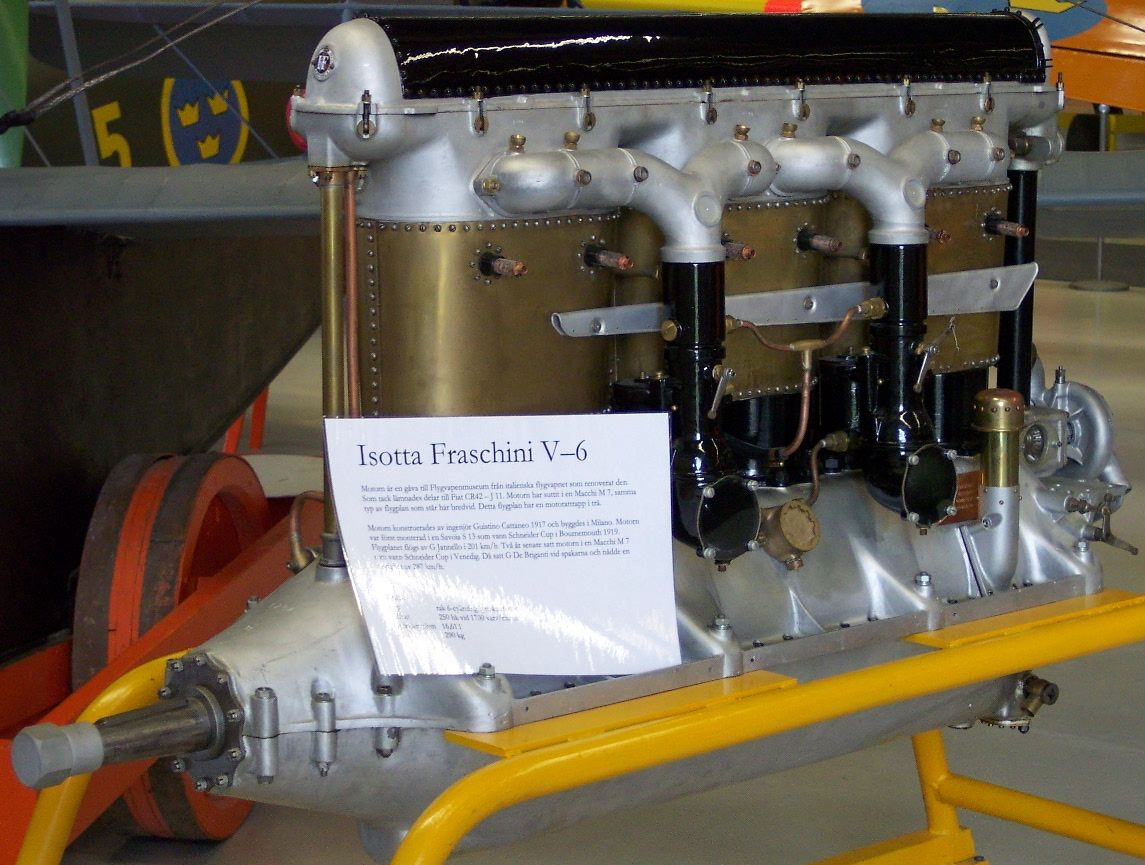
Le moteur 6 cylindres en ligne qui équipait les avions Caproni Ca.45

En 1905, l'ingénieur Giustino Cattaneo est nommé directeur technique de la marque milanaise et il lui restera fidèle jusqu'en 1933. En 1907, à la suite d'un accord avec la société française De Dietrich, le constructeur italien lui cède une licence pour la production de cinq cents châssis Isotta Fraschini. Les grands succès acquis dans le domaine des courses automobiles et la diffusion de ces 500 automobiles eurent un effet très positif pour la notoriété de la marque.
Un autre fait important pour Isotta Fraschini interviendra en 1908 quand, aux États-Unis, une voiture Isotta Fraschini établit un record de vitesse moyenne à 105 km/h.
C'est en 1908 qu'Isotta Fraschini lance la Tipo FE (en), une automobile dont les caractéristiques techniques sont vraiment révolutionnaires pour l'époque. Elle fera la une des journaux et sera acquise par les autres constructeurs pour comprendre et décortiquer ses inventions. Isotta Fraschini renouvelle l'expérience avec la Tipo KM (it), une voiture sportive produite de 1911 à 1914, équipée d'un moteur d'une cylindrée folle de 10 618 cm3.
En 1911, le constructeur innove avec des freins également sur les roues avant, le premier en Italie et un des tout premiers au monde.
De plus, les moteurs industriels du constructeur sont employés pour tous types d'utilisation : moyens de locomotion civils et militaires, terrestres, marins et aériens. C'est ainsi que seront équipés de moteurs Isotta Fraschini des avions, notamment les fameux chasseurs Caproni, des dirigeables, des vedettes de la marine militaire de nombreux pays ainsi que des vedettes de lutte anti-sous-marine, les fameux MAS italiens. Durant la Première Guerre mondiale, la société milanaise lance aussi des lignes de production de camions et de remorques pour le transport des troupes.

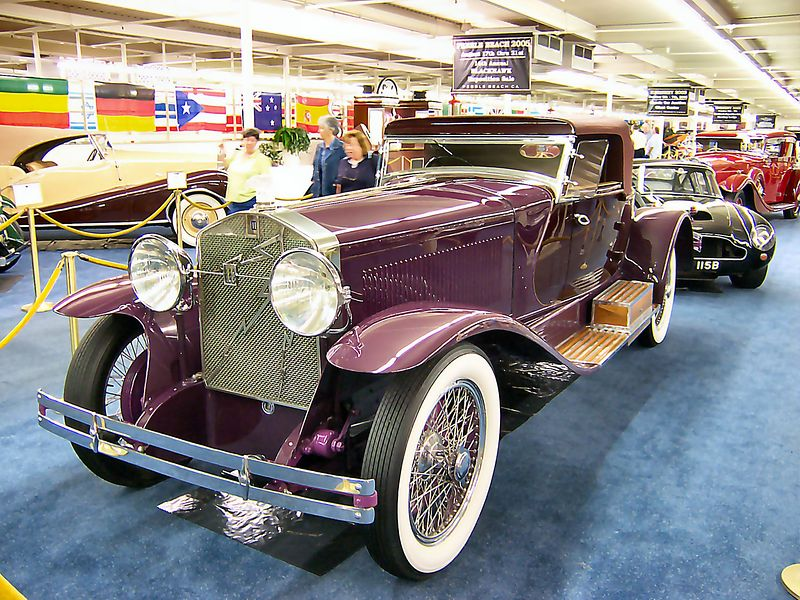
Isotta Fraschini Tipo 8A S LeBaron Boattail Roadster à l'Imperial Palace Auto Collections de Las Vegas

Après la guerre, Isotta Fraschini se retrouve, comme quasiment toutes les entreprises réquisitionnées dans leur pays pour l'effort de guerre, en grande difficulté financière. C'est au cours de cette période que le comte Lodovico Mazzotti (it) prend une participation importante dans le capital de la société.
Malgré les difficultés et la récession économique des années d'après guerre, le constructeur milanais présente un nouveau modèle de très haut de gamme, destiné à séduire une riche clientèle internationale. Il lance en 1919 la Tipo 8, qui est la première automobile de série équipée d'un moteur à huit cylindres. La Tipo 8 est très vite désignée comme la meilleure expression de l'élégance automobile, elle sera la voiture la plus désirée au monde[réf. nécessaire]. Elle coûte environ 150 000 lires italiennes de l'époque (soit environ 200 000 euros de 2012). Cette voiture est commercialisée essentiellement aux États-Unis et en Australie.
Au début des années 1920, les voitures Isotta Fraschini sont acquises par des personnalités comme Gabriele d'Annunzio et Rudolph Valentino. Cette voiture sera utilisée dans le film Boulevard du crépuscule (titre original Sunset Boulevard et titre italien Viale del tramonto) sorti en 1950, où une Isotta Fraschini fait figure de vestige d'une époque révolue, magnifique mais décrépie. Le 7 septembre 1927, Benito Mussolini en achete officiellement une dont le numéro de châssis porte le numéro 1 408. Le ministère italien de l'Intérieur achete deux Tipo 8A aussi pour le Duce. Le roi Humbert II d'Italie acquiert personnellement un coupé de ville carrossé à Turin par Pininfarina et le Reale Automobile Club d'Italie de Milan offre une berline au pape Pie XI.
Après le décès d'Oreste Fraschini, ses frères et l'avocat Isotta quittent la société en cédant leurs parts au comte Mazzotti qui en devint le président et à Cattaneo qui devint administrateur délégué, directeur général en français ou Chief Executive Officer (en anglais courant). L'année 1929 est marquée par l'écroulement total de la bourse de New York et la grave crise économique qui s'ensuivit. La société Isotta Fraschini est contrainte de réduire son capital à 9 millions de lires, alors qu'il était de 60 millions en 1924. Les responsables du constructeur milanais, après avoir effectué de nombreux voyages aux États-Unis, avaient donné leur accord pour céder une partie de la société à Ford qui voulait disposer d'une filiale en Italie. Henry Ford achète même un terrain de cinq hectares à Livourne pour construire son usine d'assemblage, mais les autorités italiennes mettent leur veto. Ford aurait dû se contenter de poursuivre la production dans les ateliers milanais, qui devaient être agrandis. En 1930, l'accord semble sur le point d'aboutir : il ne manque que les signatures au bas du contrat, mais des industriels font pression sur le gouvernement pour éloigner ce concurrent supplémentaire.
En effet, quand le sénateur Giovanni Agnelli a vent du projet de Ford, il hurle à son plus fidèle collaborateur : « [...] mais comment, mes usines tournent au ralenti, mes ouvriers ne travaillent que quatre ou cinq jours par semaine et on permet à un constructeur étranger de s'installer en Italie pour m'enlever la dernière bouchée de pain ? ». Agnelli prend le premier train pour Rome où il rencontre les plus hauts responsables du gouvernement. Peu de temps après, la loi « Gazzera » fut promulguée. Cette loi précisait : « Toute création d'usine ou agrandissement d'usines existantes est interdit sans autorisation préalable du ministère de la Guerre ». Henry Ford n'obtint jamais d'autorisation et renonça à ses projets sans insister. Isotta Fraschini a ainsi perdu une occasion unique d'assurer son développement industriel et productif.
L'année 1932 est marquée par l'arrivée dans la société de l'ingénieur Giovanni Battista Caproni. Il décide immédiatement d'arrêter la production de la seconde version de la Tipo 8 pour augmenter celle des moteurs diesel. Isotta Fraschini est alors intégrée dans le groupe Caproni. L'ingénieur Cattaneo est remplacé par Giuseppe Merosi qui avait travaillé précédemment chez Alfa Romeo et F.I.V. Bianchi. Durant la Seconde Guerre mondiale, Isotta Fraschini se convertit dans la production de camions (dont la cabine avait été conçue par le carrossier Zagato) et les moteurs d'avion.
La production de camions, dont le fameux IF D80, qui est assemblé sous licence au Brésil par le constructeur local F.N.M. et dont Isotta Fraschini a outillé l'usine, dure une quinzaine d'années, de 1938 à 1955.
À la fin de la Seconde Guerre mondiale, l'entreprise milanaise décide de reprendre son vrai métier : la production de voitures de luxe. Elle engage Fabio Luigi Rapi, un designer de voitures et ingénieur, ainsi qu'Alessandro Baj avec la responsabilité de concevoir un nouveau modèle. Pour la partie mécanique, la société compte sur l'ingénieur Aurelio Lampredi qui venait à peine de quitter Ferrari où il retournera en 1948. Ils conçoivent une voiture exceptionnelle : la 8C Monterosa (en) équipée d'un moteur à huit cylindres. Ce modèle est lancé durant la période la plus délicate que connut la société. Les moteurs d'avions sont d'une qualité irréprochable et font l'admiration de tous[réf. nécessaire], mais les commandes n'arrivent pas en raison de la crise d'après guerre, et les investissements indispensables pour mettre en fabrication la nouvelle 8C Monterosa ne furent jamais débloqués.
Le 25 février 1948, la société en cessation de paiement est mise sous contrôle judiciaire contrôlée par la holding publique d'État EFIM, l'Entité pour le Financement de l'Industrie Mécanique, principal créditeur d'Isotta Fraschini. Le 24 septembre 1949, un liquidateur judiciaire est désigné. La production automobile est arrêtée et la division moteurs de la marque est adossée au constructeur italien Breda et renommée « Fabbrica Automobili Isotta Fraschini e Motori Breda S.p.A. » qui deviendra, en 1980, Isotta Fraschini Motori dont le siège social sera implanté à Bari.

## La tentative de renaissance
À San Ferdinando, en Calabre, des passionnés d'automobile ont cherché à mettre au point un ambitieux programme pour faire renaître la célèbre marque automobile alors que la Carrozzeria Fissore l'avait rachetée en 1993 à la holding Finmeccanica. Grâce à des subventions de l'État italien, ils décident de concevoir une automobile de luxe aux prestations d'excellence, comme l'avait toujours fait Isotta Fraschini dans le passé. Une étude de marché avait montré que la splendeur et le renom de la marque ne s'étaient en rien ternis.
Deux modèles sont présentés : le premier est la T8, dérivée de l'Audi A8 et qui reprend un nom glorieux d'une Isotta de 1919, une traction avant avec un moteur V8 de 4 172 cm3 développant 300 ch. La carrosserie en aluminium est due à Tom Tjaarda, designer qui lors de sa première expérience chez Pininfarina a participé au projet de la Fiat 124 Spider et a ensuite dessiné la De Tomaso Pantera. La T8 est présentée officiellement au Salon de l'automobile de Paris de 1998. Seulement quatre exemplaires seront fabriqués : deux avec un moteur Audi et deux avec un moteur de Ford Mustang.
L'autre modèle, la T12, produite en un seul et unique exemplaire est une berlinette à quatre places avec un moteur douze-cylindres. Elle est exposée en même temps que la T8 au Salon de Paris en 1998 comme prototype statique. En 1998, Audi rachete le constructeur Lamborghini mais abandonne le projet commun avec Fissore en 1999. La production de ces modèles s'arrête là et la société est liquidée.
En 2000, soit cent ans après sa création, un groupe de financiers milanais, passionnés d'automobiles, racheté les droits sur la marque Isotta Fraschini et créent une nouvelle société baptisée « Isotta Fraschini Milano » ainsi qu'une fondation, Intrépide Fides.
Relancée par l'homme d'affaires colombien Frank Kanayet Yepes au début des années 2020, Fraschini annonce son retour en préparant un engagement dans la catégorie Le Mans Hypercar aux 24 Heures du Mans. L'hypercar d'Isotta Fraschini est dotée d'un V6 3,0 L biturbo, accompagné d'une hybridation permettant d'atteindre la puissance totale de 671 ch. Le châssis et la carrosserie sont constitués de fibre de carbone et d'autres matériaux composites légers. La voiture participe aux 24 Heures du Mans 2024, mais en août de la même année, Isotta Fraschini annonce l'arrêt de sa participation au championnat du monde d'endurance 2024.

### Résultats sportifs
Automobile :
(débuts à la deuxième Coppa Florio, en 1905 avec le français Hubert le Blon et Fulvio Trucco)
- Coppa Florio, en 1907 (ou Corse di Brescia, avec Ferdinando Minoia - 4e Trucco-) ;
- Targa Florio, en 1908 (Vincenzo Trucco) ;
- Savannah Challenge Trophy, en 1908 (les 346 miles de Savannah, GA.), sur 55 hp avec Lewis Strang:
- 240 miles de Briarcliff, NY., en 1908, sur 55 hp (Lewis Strang en tête de bout-en-bout, devant 100 000 spectateurs);
- 250 miles de Lowell, MA., en 1908, sur 60 hp avec Strang;
- 234.5 mile de Parkway Sweepstakes, en 1908, sur 60 hp ex-Strang avec Herb Lytle (devant Strang sur Renault, et à une vitesse record de 103,40 km/h);
- Course de côte de Port Hill, Easton, en 1908 (Bridgeport, CT, avec Al Poole[6]) ;
- Sprint de Padua-Bovolenta, en 1908 (Trucco devant Minoia)[7] ;
- Course de côte Susa - Moncenisio, en 1921 et 1922 (Alfieri Maserati sur Spl 6,3 L) ;
- Course de côte Aosta-Gran San Bernardo en 1922 (Alfieri Maserati sur Spl 6,3 L) ;
- Circuit du Mugello en 1922 (Alfieri Maserati) ;
- Grand Prix d'Italie Sport, en 1923 (premier Trucco, deuxième Bianchi) ;
- Course de côte Kop Hill (Princes Risborough) en 1923 (« Le Champion », sur une Isotta à moteur Maybach) ;
- Deux premières Targa Abruzzi, en 1925 et 1926 (Pio Avati) ;
- Coppa Gallenga, Merluzza (près de Rome, course de côte), en 1928 (Pio Avati, sur le modèle A8 de la marque) ;
  - Deuxième du Sprint de Verona 1907 (Trucco)[8] ;
  - Deuxième de la coupe Vanderbilt 1908 (avec l'américain Herb Lytle).

Aviation :
- Coupe Schneider, en 1921 à Venise avec Giovanni de Briganti.

## Les véhicules IF
Automobiles
- Tipo FENC (1908)
- Tipo KM (1910-1914)
- Tipo 8 (1919-1924)
- Tipo 8A (1924-1931)
- Tipo 8B (1931-1936)
- Tipo 8C Monterosa (1947-1949)

Voitures de course
- Tipo D (1905)
- Tipo FE (1908)
- Tipo 6 LMH-C (2023)

Camions
- D65 (1940-1955)
- D70M (1935)
- D80 (1934-1955)

Trolleybus
- TS 40F1
- F1